# 中国人民解放军陆军第七综合训练基地
中国人民解放军陆军第七综合训练基地，机关位于辽宁省大连市金州区龙山路1号，隶属中国人民解放军北部战区陆军。

## 沿革
1949年7月，东北人民解放军东北军政大学奉命南下，留下第四团与辽东、辽西、热河军区教导大队合并，1949年10月组成中国人民解放军东北军区军政学校。1951年1月，改为中国人民解放军第二十七步兵学校，校址位于齐齐哈尔市，归中央人民政府人民革命军事委员会领导。1953年1月，改为中国人民解放军第七步兵学校。1955年6月，根据军委指示，改为中国人民解放军齐齐哈尔步兵学校，归中国人民解放军沈阳军区代管。1959年4月迁至锦州，改为中国人民解放军锦州步兵学校。1962年9月，改为中国人民解放军沈阳军区步兵学校。1969年7月撤销。
1973年10月，在金县（今大连市金州区）组建中国人民解放军沈阳军区军政干部学校，培训团营干部及少数优秀的连职干部，1975年3月正式开学。1977年1月，中共中央军委令改为中国人民解放军沈阳军区步兵学校，为沈阳军区部队培训连排干部。1979年开始从地方应届高中毕业生中招收部分学员。1980年10月更名中国人民解放军大连陆军学校，培养基层指挥员。1986年6月更名中国人民解放军大连陆军学院。2004年，大连陆军学院撤销，改为中国人民解放军沈阳军区综合训练基地（中国人民解放军65066部队），不再拥有学士学位授予能力。2016年，在深化国防和军队改革中，转隶中国人民解放军北部战区。
1976年1月，撤消坦克第十三师。同年2月，以坦克第十三师师部在旅大地区的金县，调整组建为中国人民解放军沈阳军区坦克乘员训练基地，隶属沈阳军区装甲兵司令部，为师级单位，专为沈阳军区装甲兵部队培训坦克乘员。2010年代，改为中国人民解放军沈阳军区兵种训练基地。
2017年，在深化国防和军队改革中，以原沈阳军区综合训练基地、沈阳军区兵种训练基地等单位为基础，调整组建为中国人民解放军陆军第七综合训练基地。

## 历任领导
东北军区军政学校
| 校长 - 伍修权（1949年9月—？） | 政治委员 - 周恒（1949年9月—1951年1月） |

第二十七步兵学校
| 校长 - 贺晋年（1951年5月—？） - 刘子仪（1952年1月—1953年1月） | 政治委员 - 周恒（1951年1月—？） - 朱士焕（1952年1月—1953年1月） |

第七步兵学校
| 校长 - 刘子仪（1953年1月—？） - 罗春云（1955年1月—1955年6月） | 政治委员 - 朱士焕（1953年1月—？） - 吴殿甲（1955年1月—1955年6月） |

齐齐哈尔步兵学校
| 校长 - 罗春云 大校（1955年6月—1959年4月） | 政治委员 - 吴殿甲 大校（1955年6月—？） - 郭强 大校（1958年3月—1959年4月） |

锦州步兵学校
| 校长 - 罗春云 大校（1959年4月—1962年9月） | 政治委员 - 郭强 大校（1959年4月—1962年9月） |

沈阳军区步兵学校
| 校长 - 罗春云 大校（1962年9月—？） - 王镇清（1965年5月—？） - 刘元仲（1968年9月—？，革命委员会主任） | 政治委员 - 郭强 大校（1962年9月—？） - 孙平（1964年4月—？） |

大连陆军学校
| 校长 - 张怀瑞（1973年10月—1976年12月） - 肖凤山（1977年1月—1983年5月） - 肖文泉（1983年5月—1986年） | 政治委员 - 冯恺（1973年10月—1981年4月） - 韩守一（1981年5月—1983年5月） - 李锡文（1983年5月—1985年8月） |

大连陆军学院
| 院长 - 赵树峰 少将（1986年5月—1990年） - 张德成 少将（1990年—1994年） - 高巨文 少将（1994年7月—2000年12月） - 高凤楼 少将（？—2004年） | 政治委员 - 黄渐鸿 少将（1986年5月—1990年4月） - 吕志 少将（1990年6月—1992年3月） - 曹惠臣 少将（1992年3月—1993年5月） - ？ 少将（1993年—1995年） - 姚振普 少将（1995年12月—1997年12月） - 刘森 少将（？—？） - 冯红宇 少将（？—2004年） |

沈阳军区综合训练基地
| 司令员 - 郭东升 大校（？—？） - 李月来 大校（？—2016年） | 政治委员 - 翟秘廷 大校（？—？） - 张扬 大校（？—？） - 程建军 大校（2012年—？） - 罗汉昌 大校（？—2016年） |

沈阳军区兵种训练基地
| 司令员 …… - 陶化彬（？—？，沈阳军区坦克乘员训练基地司令员） - 江浪帆（？—？，沈阳军区坦克乘员训练基地、沈阳军区兵种训练基地司令员） | 政治委员 …… - 宋瑄（1979年—？，沈阳军区坦克乘员训练基地政治委员） - 田玉林（？—？，沈阳军区坦克乘员训练基地政治委员） …… - 裴勇（？—？，沈阳军区坦克乘员训练基地政治委员） - 匡勇（？—？，沈阳军区坦克乘员训练基地政治委员） - 陈国杰（？—？，沈阳军区坦克乘员训练基地政治委员） - 陈良平（？—2017年，沈阳军区兵种训练基地政治委员） |

陆军第七综合训练基地
| 主任 - 鲁雪峰 大校（2017年—） | 政治委员 - 陈良平 大校（2017年—） |